# Siles

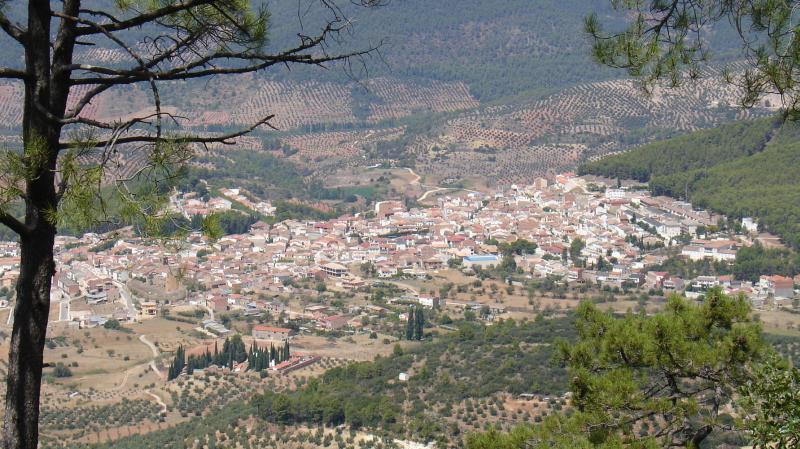
Siles

Siles és un municipi de la província de Jaén, Andalusia, limitant amb la província d'Albacete. Posseeix 2.477 habitants segons l'últim cens disponible (INE 2005). Gran part del seu terme municipal es troba dins del Parc Natural de la Serra de Cazorla.